# مقاطعة أتاسكوسا (تكساس)
مقاطعة أتاسكوسا (بالإنجليزية: Atascosa  County)‏ هي إحدى المقاطعات في ولاية تكساس، الولايات المتحدة الأمريكية، يبلغ عدد سكانها 44,911 نسمة طبقا لإحصاء عام 2010 .

موقع المقاطعة في ولاية تكساس